# Dicrania notaticollis
Dicrania notaticollis är en skalbaggsart som beskrevs av Moser 1921. Dicrania notaticollis ingår i släktet Dicrania och familjen Melolonthidae. Inga underarter finns listade i Catalogue of Life.